# Engsfeld
Engsfeld ist eine Hofschaft von Wipperfürth im Oberbergischen Kreis im Regierungsbezirk Köln in Nordrhein-Westfalen (Deutschland).

## Lage und Beschreibung
Die Hofschaft liegt im Nordosten von Wipperfürth an der Landesstraße L284 zwischen Wipperfürth und Halver. Nachbarorte sind Kupferberg, Hohl, Engstfeld und Niederengsfeld. Der in die Hönnige mündende Engstfelder Bach fließt am östlichen Ortsrand vorbei. Städtebaumäßig ist Engsfeld mit der Halveraner Hofschaft Engstfeld zusammengewachsen.
Politisch wird der Ort durch den Direktkandidaten des Wahlbezirks 12.1 (121) Kupferberg im Rat der Stadt Wipperfürth vertreten.

## Geschichte
1417 wird die Hofschaft unter der Bezeichnung Enxtvelt erstmals genannt. Aufgeführt wird im Matrikel der Kölner Universität der Student „Arn. Enxtveld de Wippervorde“. Die historische Karte Topographia Ducatus Montani aus dem Jahre 1715 zeigt in Engesfeld ein Adelich Haus. Die Karte Topographische Aufnahme der Rheinlande von 1825 verwendet den Namen Oberengstfeld, nicht zu verwechseln mit dem unmittelbar benachbarten märkischen Oberengstfeld. In der Preußischen Neuaufnahme von 1894 bis 1896 steht Oberengsfeld geschrieben. Ab der topografischen Karte von 1962 wird der heute gebräuchliche Ortsname Engsfeld verwendet.

## Busverbindungen
Über die im Ort gelegene Bushaltestelle der Linie 55 (MVG) ist eine Anbindung an den öffentlichen Personennahverkehr gegeben.

## Wanderwege
Der vom SGV ausgeschilderte Halveraner Rundweg führt im Westen an der Ortschaft vorbei.